# Pterostichus castanipes
Pterostichus castanipes är en skalbaggsart som beskrevs av Ménétriés. Pterostichus castanipes ingår i släktet Pterostichus och familjen jordlöpare. Inga underarter finns listade i Catalogue of Life.